# Кубок конфедерацій 2001
Кубок конфедерацій 2001 (англ. 2001 FIFA Confederations Cup) — п'ятий Кубок конфедерацій, який пройшов з 30 травня по 10 червня 2001 року в Японії та Південній Кореї. Цей кубок став першим, який проводився в країні-господарі наступного чемпіонату світу.

## Учасники

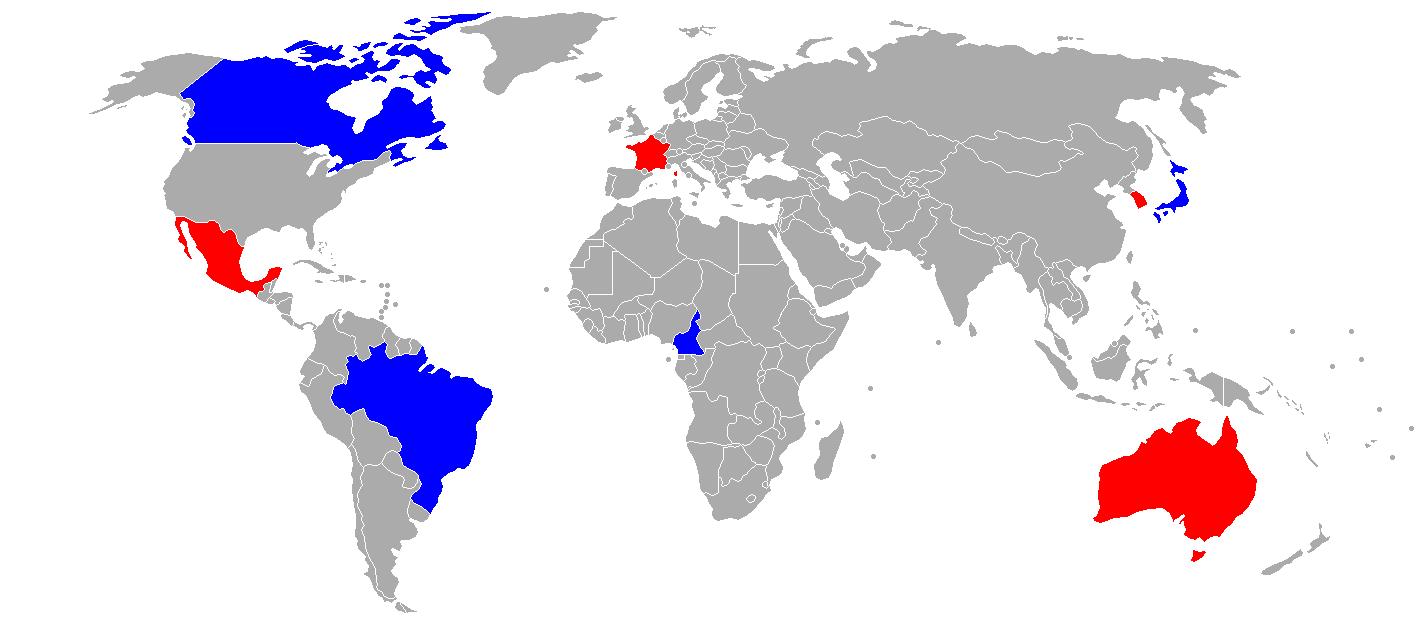
Країни-учасники турніру

| Збірна         | Конфедерація | Кваліфікована як                              | Потраплянь | Дата кваліфікації |
| -------------- | ------------ | --------------------------------------------- | ---------- | ----------------- |
| Південна Корея | АФК          | Господар                                      | 1          | 31 травня 1996    |
| Японія         | АФК          | Господар, переможець Кубка Азії 2000          | 2          | 31 травня 1996    |
| Франція        | УЄФА         | Переможець чемпіонату світу 1998 та Євро-2000 | 1          | 12 липня 1998     |
| Бразилія       | КОНМЕБОЛ     | Переможець Копа Америка 1999                  | 2          | 18 липня 1999     |
| Мексика        | КОНКАКАФ     | Переможець Кубка конфедерацій 1999            | 4          | 4 серпня 1999     |
| Канада         | КОНКАКАФ     | Переможець Золотого кубку 2000                | 1          | 27 лютого 2000    |
| Камерун        | КАФ          | Переможець КАН-2000                           | 1          | 13 лютого 2000    |
| Австралія      | ОФК          | Переможець Кубок націй ОФК 2000               | 2          | 28 червня 2000    |

## Стадіони
| Республіка Корея      | Республіка Корея | Республіка Корея | Республіка Корея | Тегу Сувон УльсанКубок конфедерацій 2001 (Республіка Корея) |
| Ульсан                | Сувон            | Тегу             |                  | Тегу Сувон УльсанКубок конфедерацій 2001 (Республіка Корея) |
| «Ульсан Мунсу»        | «Сувон»          | «Тегу»           |                  | Тегу Сувон УльсанКубок конфедерацій 2001 (Республіка Корея) |
| Глядачів: 44,466      | Глядачів: 43,959 | Глядачів: 66,422 |                  | Тегу Сувон УльсанКубок конфедерацій 2001 (Республіка Корея) |
|                       |                  |                  |                  | Тегу Сувон УльсанКубок конфедерацій 2001 (Республіка Корея) |
| Японія                | Японія           | Японія           | Японія           | Кубок конфедерацій 2001 (Японія)                            |
| Йокогама              | Касіма           | Ніїґата          |                  | Кубок конфедерацій 2001 (Японія)                            |
| «Міжнародний стадіон» | «Касіма»         | «Ніїґата»        |                  | Кубок конфедерацій 2001 (Японія)                            |
| Глядачів: 72,327      | Глядачів: 40,728 | Глядачів: 42,300 |                  | Кубок конфедерацій 2001 (Японія)                            |
|                       |                  |                  |                  | Кубок конфедерацій 2001 (Японія)                            |

## Арбітри
Список арбітрів, що обслуговували Кубок конфедерацій 2001:
| КАФ - Гамаль аль-Гандур - Фелікс Тангаваріма АФК - Алі Бужсаїм - Цзюнь Лу УЄФА - Г'ю Даллас - Гельмут Круг - Кім Мілтон Нільсен | КОНКАКАФ - Беніто Арчундія - Карлос Батрес ОФК - Саймон Мікаллеф КОНМЕБОЛ - Байрон Морено - Оскар Руїс |

## Груповий етап

### Група A
| Збірна         | І | В | Н | П | ГЗ | ГП | РГ | О |
| -------------- | - | - | - | - | -- | -- | -- | - |
| Франція        | 3 | 2 | 0 | 1 | 9  | 1  | +8 | 6 |
| Австралія      | 3 | 2 | 0 | 1 | 3  | 1  | +2 | 6 |
| Південна Корея | 3 | 2 | 0 | 1 | 3  | 6  | −3 | 6 |
| Мексика        | 3 | 0 | 0 | 3 | 1  | 8  | −7 | 0 |

| 30 травня 2001 17:00 KST |

| Франція                                                   | 5—0  | Південна Корея |
| --------------------------------------------------------- | ---- | -------------- |
| Марле 9' Вієйра 19' Анелька 34' Джоркаєфф 80' Вільтор 90' | Звіт |                |

| «Тегу», Тегу Глядачів: 61,500 Арбітр: Гамаль аль-Гандур (Єгипет) |

| 30 травня 2001 19:30 KST |

| Мексика | 0—2  | Австралія           |
| ------- | ---- | ------------------- |
|         | Звіт | Мерфі 20' Скоко 54' |

| «Сувон», Сувон Глядачів: 6,232 Арбітр: Фелікс Тангаваріма (Зімбабве) |

| 1 червня 2001 17:00 KST |

| Австралія | 1—0  | Франція |
| --------- | ---- | ------- |
| Зейн 60'  | Звіт |         |

| «Тегу», Тегу Глядачів: 44,400 Арбітр: Карлос Батрес (Гватемала) |

| 1 червня 2001 19:30 KST |

| Південна Корея                   | 2—1  | Мексика         |
| -------------------------------- | ---- | --------------- |
| Хван Сон Хон 56' Ю Сан Чхоль 90' | Звіт | Віктор Руїс 81' |

| «Ульсан Мунсу», Ульсан Глядачів: 41,550 Арбітр: Хью Даллас (Шотландія) |

| 3 червня 2001 19:30 KST |

| Франція                              | 4—0  | Мексика |
| ------------------------------------ | ---- | ------- |
| Вільтор 9' Карьєр 63', 84' Пірес 71' | Звіт |         |

| «Ульсан Мунсу», Ульсан Глядачів: 28,864 Арбітр: Алі Бужсаїм (ОАЕ) |

| 3 червня 2001 19:30 KST |

| Південна Корея   | 1—0  | Австралія |
| ---------------- | ---- | --------- |
| Хван Сон Хон 24' | Звіт |           |

| «Сувон», Сувон Глядачів: 42,754 Арбітр: Оскар Руїс (Колумбія) |

### Група B
| Збірна   | І | В | Н | П | ГЗ | ГП | РГ | О |
| -------- | - | - | - | - | -- | -- | -- | - |
| Японія   | 3 | 2 | 1 | 0 | 5  | 0  | +5 | 7 |
| Бразилія | 3 | 1 | 2 | 0 | 2  | 0  | +2 | 5 |
| Камерун  | 3 | 1 | 0 | 2 | 2  | 4  | −2 | 3 |
| Канада   | 3 | 0 | 1 | 2 | 0  | 5  | −5 | 1 |

| 31 травня 2001 17:00 JST |

| Бразилія                       | 2—0  | Камерун |
| ------------------------------ | ---- | ------- |
| Вашингтон 53' Карлос Мигел 57' | Звіт |         |

| «Касіма», Касіма Глядачів: 10,519 Арбітр: Гельмут Круг (Німеччина) |

| 31 травня 2001 19:30 JST |

| Японія                             | 3—0  | Канада |
| ---------------------------------- | ---- | ------ |
| Оно 57' Нісідзава 60' Морісіма 88' | Звіт |        |

| «Ніїґата», Ніїґата Глядачів: 39,006 Арбітр: Саймон Мікаллеф (Австралія) |

| 2 червня 2001 17:00 JST |

| Канада | 0—0  | Бразилія |
| ------ | ---- | -------- |
|        | Звіт |          |

| «Касіма», Касіма Глядачів: 12,095 Арбітр: Цзюнь Лу (Китай) |

| 2 червня 2001 19:30 JST |

| Камерун | 0—2  | Японія          |
| ------- | ---- | --------------- |
|         | Звіт | Судзукі 8', 65' |

| «Ніїґата», Ніїґата Глядачів: 39,430 Арбітр: Беніто Арчундія (Мексика) |

| 4 червня 2001 19:30 JST |

| Бразилія | 0—0  | Японія |
| -------- | ---- | ------ |
|          | Звіт |        |

| «Касіма», Касіма Глядачів: 37,740 Арбітр: Кім Мілтон Нільсен (Данія) |

| 4 червня 2001 19:30 JST |

| Камерун              | 2—0  | Канада |
| -------------------- | ---- | ------ |
| Чутанг 48' Мбома 83' | Звіт |        |

| «Ніїґата», Ніїґата Глядачів: 15,822 Арбітр: Байрон Морено (Еквадор) |

## Плей-оф
|  | Півфінали           | Півфінали        |   |                   | Фінал                | Фінал |  |
|  |                     |                  |   |                   |                      |       |  |
|  | 7 червня — Йокогама |                  |   |                   |                      |       |  |
|  | Японія              | 1                |   |                   |                      |       |  |
|  | Австралія           | 0                |   |                   |                      |       |  |
|  |                     |                  |   |                   |                      |       |  |
|  |                     |                  |   |                   | 10 червня — Йокогама |       |  |
|  |                     |                  |   |                   | Японія               | 0     |  |
|  |                     | Франція          | 1 |                   |                      |       |  |
|  |                     |                  |   |                   |                      |       |  |
|  |                     |                  |   |                   |                      |       |  |
|  |                     |                  |   |                   | Матч за третє місце  |       |  |
|  | 7 червня — Сувон    | 7 червня — Сувон |   | 9 червня — Ульсан | 9 червня — Ульсан    |       |  |
|  | Франція             | 2                |   | Австралія         | 1                    |       |  |
|  | Бразилія            | 1                |   |                   | Бразилія             | 0     |  |

### Півфінали
| 7 червня 2001 17:00 JST |

| Японія     | 1—0  | Австралія |
| ---------- | ---- | --------- |
| Наката 43' | Звіт |           |

| «Міжнародний стадіон», Йокогама Глядачів: 48,699 Арбітр: Беніто Арчундія (Мексика) |

| 7 червня 2001 20:00 KST |

| Франція            | 2—1  | Бразилія  |
| ------------------ | ---- | --------- |
| Пірес 7' Десаї 54' | Звіт | Рамон 30' |

| «Сувон», Сувон Глядачів: 34,527 Арбітр: Гамаль аль-Гандур (Єгипет) |

### Матч за 3-тє місце
| 9 червня 2001 19:00 KST |

| Австралія | 1—0  | Бразилія |
| --------- | ---- | -------- |
| Мерфі 84' | Звіт |          |

| «Ульсан Мунсу», Ульсан Глядачів: 28,520 Арбітр: Гельмут Круг (Німеччина) |

### Фінал
| 10 червня 2001 19:00 JST |

| Японія | 0—1  | Франція    |
| ------ | ---- | ---------- |
|        | Звіт | Вієйра 30' |

| «Міжнародний стадіон», Йокогама Глядачів: 65,533 Арбітр: Алі Бужсаїм (ОАЕ) |

| Кубок конфедерацій 2001  |
| ------------------------ |
| · Франція · Перший титул |

## Нагороди
| Золотий м'яч    | Золотий бутс   | Фейр-плей |
| --------------- | -------------- | --------- |
| Робер Пірес     | Робер Пірес    | Японія    |
| Срібний м'яч    | Срібний бутс   |           |
| Патрік Вієйра   | Ерік Каррьєр   |           |
| Бронзовий м'яч  | Бронзовий бутс |           |
| Хідетосі Наката | Хван Сон Хон   |           |

## Бомбардири

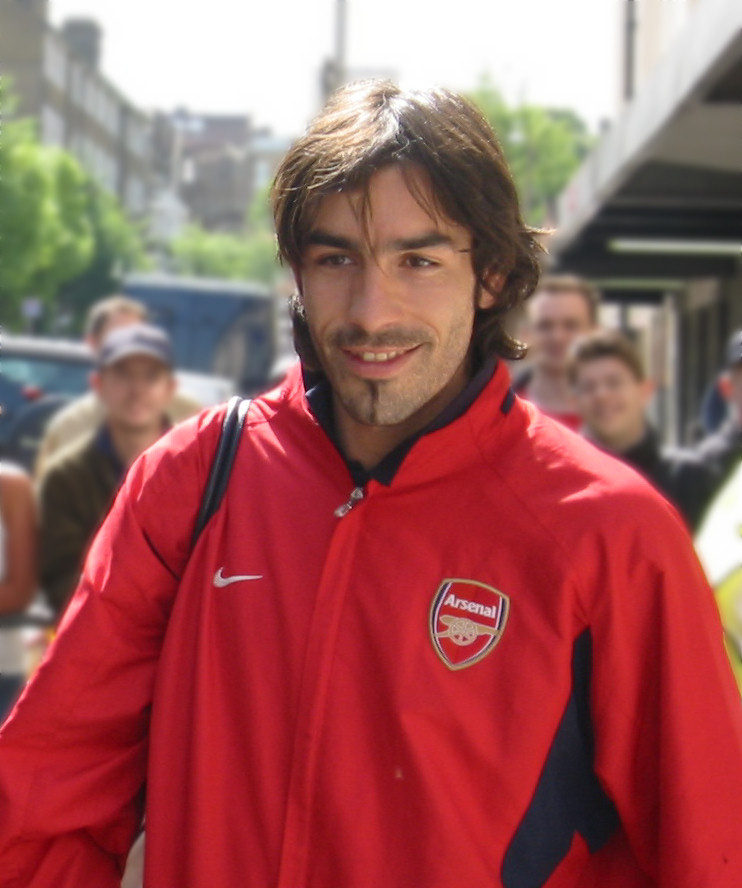
Робер Пірес — найкращий бомбардир та гравець турніру

2 голи
- Шон Мерфі
- Ерік Карьєр
- Робер Пірес
- Патрік Вієйра
- Сільвен Вільтор
- Хван Сон Хон
- Такаюкі Судзукі

1 гол
- 17 гравців